# Гірнича промисловість Венесуели

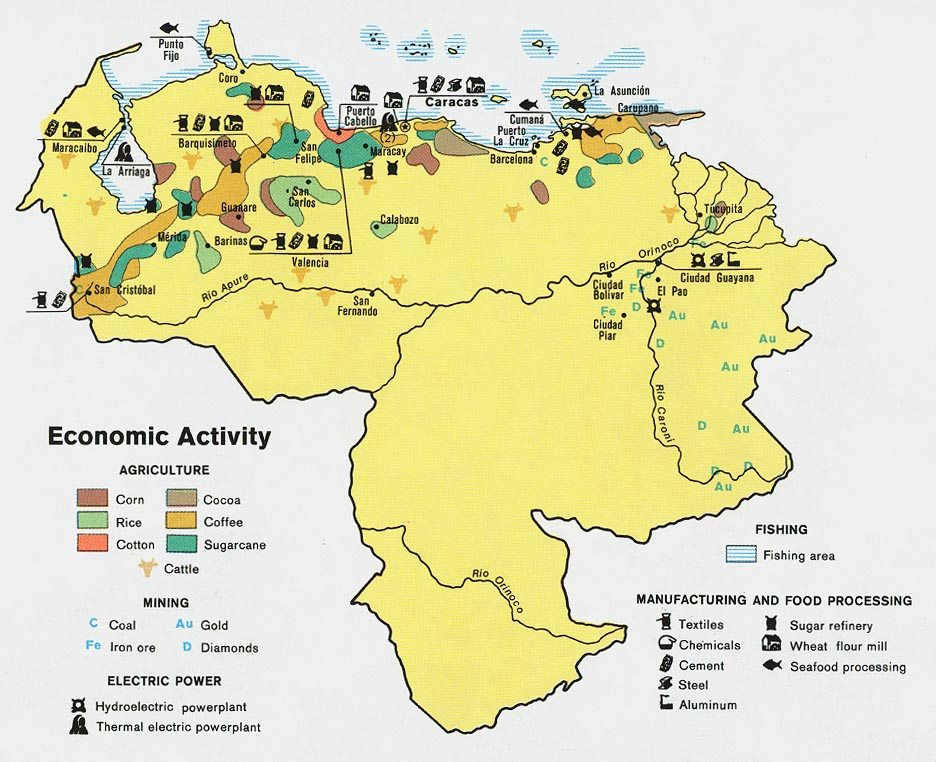
Економічна карта Венесуели, 1972 р.

Гірнича промисловість Венесуели

## Загальна характеристика
У 1990-х рр. гірнича промисловість Венесуели забезпечувала близько 7 % ВВП і близько 95 % валютних надходжень, хоч зайнято в ній було менше 3 % економічно активного населення країни. Венесуела займає 2-е місце серед країн Латинської Америки за вартістю продукції гірничої промисловості. В структурі галузі 98 % складає паливна промисловість. Державний сектор контролює близько 97 % видобутку корисних копалин. Понад 85 % продукції гірничої промисловості Венесуела експортує. Імпортує мідь, свинець, цинк та інші руди.
На початку XXI ст. у країні видобували нафту (Маракайбо — центр нафтової промисловості Венесуели), Au, вугілля, Ni, алмази, сировину для цементної промисловості і будівельних матеріалів. У Венесуелі діє сприятливе для інвестицій гірниче законодавство. Здійснюється програма стимулювання розвитку мінерально-сировинного сектора, включаючи додаткові заходи по поліпшенню інвестиційного клімату, стимулювання нетрадиційних напрямів видобутку і переробки мінеральної сировини.
Видобуток мінеральної сировини і її переробка у Венесуелі на початку XXI ст. (млн т).
| Мінеральна сировина | 2000    | 2001    |
| Глинозем            | 1,7     | 1,8     |
| Боксити             | 4,3     | 4,6     |
| Цемент              | 9,0     | 12,0    |
| Глини               | 2,2     | 2,5     |
| Вугілля             | 7,8     | 8,0     |
| Кокс                | 2,3     | 2,5     |
| Алмази (карат)      | 109 597 | 150 000 |
| Доломіт             | 0,22    | 0,25    |
| Польовий шпат       | 0,14    | 0,30    |
| Золото (т)          | 7,3     | 9,1     |
| Граніт              | 0,58    | 0,51    |
| Гіпс                | 0,25    | 0,50    |
| Залізні руди        | 17,4    | 16,7    |
| Вапняк              | 11,3    | 25,0    |
| Нікель (т)          | 3 200   | 27 033  |
| Фосфат              | 0,39    | 0,40    |
| Кварц (т)           | 101 000 | 120 000 |
| Пісок і гравій      | 3,1     | 7,0     |
| Кремній (т)         | 331 000 | 340 000 |
| Сірка (т)           | -       | 350 000 |

## Окремі галузі

### Нафтова галузь

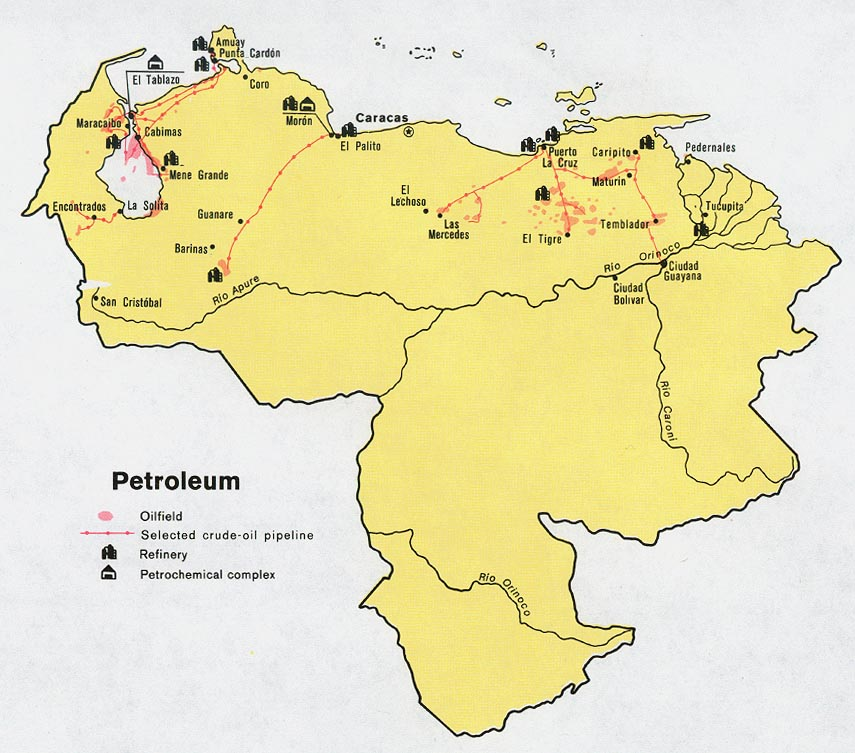
Нафтова промисловість Венесуели, 1972

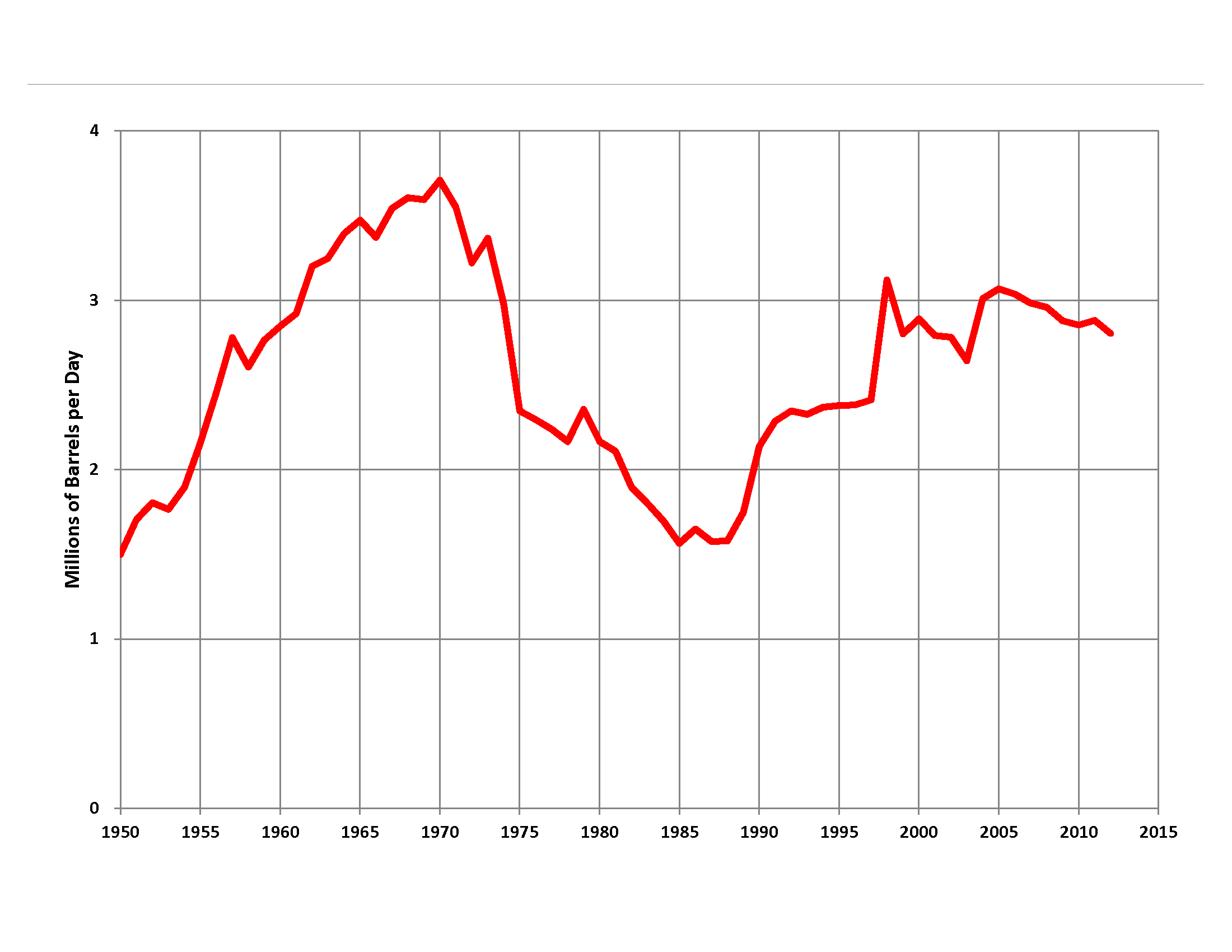
Динаміка видобутку нафти, 1950-2012

Див. також: Історія нафтогазовидобування у Венесуелі
З початку 1920-х до кінця 1960-х років відбувалося швидке зростання нафтової індустрії. Нафта забезпечувала понад 90% прибутків Венесуели від експорту і 60 % державних прибутків, становлячи майже 25 % ВВП. До 1976 пануюче положення в нафтовій промисловості займали іноземні корпорації; на частку трьох самих великих з них «Креол» («Екссон»), «Ройял Датч Шелл» і «Галф ойл корпорейшн» припадало близько 80 % всієї сирої і очищеної нафти. У 1976 іноземні нафтові компанії були націоналізовані. Відтоді провідним в цій галузі є державний холдинг «Петролеос де Венесуела» (філія — «Нафтова корпорація Венесуели» ВНК).
На початку 1990-х років Венесуела займала 8-е місце серед провідних виробників і таке ж серед країн-експортерів сирої нафти. У 2003 р Венесуела — 4-й світовий виробник нафти.
У 1993 видобуток становив 127,8 млн т нафти, тобто значно менше, ніж в 1973 (176 млн т); після 1973 уряд ухвалив рішення про скорочення видобутку з метою збереження ресурсів. Близько 3/4 видобутку в країні сирої нафти дає нафтоносний район Маракайбо. Інші великі родовища розташовані в східних штатах Монагас і Ансоатегі.
Хоч безпосередньо на підприємствах нафтової промисловості зайнято (за даними на 1992) менше за 2 % економічно активних населення, виробництво і очищення нафти дають близько 21 % національного прибутку, 70 % надходжень до бюджету і 90 % прибутків від експорту.
На початку XXI ст. в районі озера Маракайбо в західному штаті Суліа відкрито нові великі нафтові родовища «Томопоро». Родовища почала розробляти найбільша в Латинській Америці нафтогазова монополія «Петролеос де Венесуела». Запаси родовищ оцінено в понад 500 млн барелів високоякісної нафти-сирцю. У 2002 р видобуток нафти тут становить близько 120 тис. бар. на день. На платформі «Дельтана» в дельті річки Оріноко на площі 27 тис. км² видобувають природний газ, запаси якого — до 30 трлн куб. футів.
Венесуела має нафтопереробну промисловість, зокрема великий нафтоочищувальний і нафтохімічний комплекс продуктивністю 6 млн т важкої нафти на рік («Петролеос де Венесуела» має 50 % акцій, 50 % — німецькі компанії). Великий нафтохімічний комплекс побудований в місті Морон, на північ від Валенсії, ще один — на східному березі озера Маракайбо.
З кінця 1970-х років «Петролеос де Венесуела» почала розробляти проекти освоєння ресурсів бітумінозних пісків.
У Венесуелі на початку XXI ст. планують побудувати завод з виробництва зрідженого природного газу продуктивністю 4.7 млн т на рік. Сировина для заводу буде поступати з морських газових родовищ Ібіскус і Пойнсеттія, розташованих північніше за півострів Парія і поблизу від тих, що належать Тринідаду і Тобаго [Petroleum Economist, 2003. V.70].

### Вугільна промисловість
Основні вугледобувні підприємства Венесуели сконцентровані в басейні Гуасаре. У 2000 р. Венесуела видобула 6,8 млн т вугілля. На провідному підприємстві Paso Diablo в 1998 р. видобуток вугілля становив 5 млн т при проектній продуктивності 8 млн т/рік. Запаси вугілля тут оцінюються в 180 млн т. Розроблено ТЕО підприємства Socuy проектною продуктивністю 10 млн т/рік. Запаси вугілля в гірському відведенні підприємства оцінюються в 215 млн т. На підприємстві Norte в 1998 р. видобуток вугілля становив 1,2 млн т при проектній 2,0 млн т/рік, підприємство Cachiri з проектною продуктивністю 2,0 млн т/рік стало до ладу в 2001. Запаси вугілля в гірському відведенні вказаних підприємств 70 млн т. Управління промисловим освоєнням басейну Гуасаре здійснює державна компанія Carbozulia. Вугілля басейну має теплотворну здатність 7030 ккал/кг, вміст S 0,6 %, летких речовин 34,5 %, зольність 6,7 % і вологість 7,0 % [Mining J. — 1999. — Annual Rev, Coaltrans Mag. — 2001. — 16, № 1. — З. 31-33].
Венесуела планує приватизувати вугільну промисловість, поліпшити її інфраструктуру, координувати з вугільною промисловістю Колумбії. Видобуток у 2001 р. — до 18 млн т. [Coaltrans Mag. — 2001. — 16, № 1. — Р. 31-33].

### Залізорудна галузь
Венесуела є великим виробником залізняку. У 1993 видобуток зал. руд становив 16,8 млн т. До 1975 американські компанії володіли багатьма великими рудниками, які пізніше були націоналізовані.
Видобуток Fe — руд у Венесуелі в 2001 р. (в дужках за 2000 р.) склав (в млн т): 19,0 (17,4); [Mining J. — 2002. — 339, № 8693. — Р. 25-27].

### Золото
Повний видобуток золота в 2001 р оцінювався в 9 100 кг. Державою на 2001 р зареєстровано 296 концесій на виконання гірничих робіт у золотодобувній підгалузі.
Основні промислові родов. Au-руд у Венесуелі знаходяться в штаті Болівар. За оцінками державної компанії CVG, ресурси Au, придатні для відкритої розробки, становлять 5000 і для підземної 3000 т. Компанії Placer Dome і CVG підготували ТЕО будівництва золотодобувного підприємства Las Cristinas. Проектна продуктивність підприємства 12440 кг Au на рік з плановим терміном експлуатації 19 років. Загальні запаси Au в полі підприємства оцінюються в 363,9 т. Компанія Monarch Resources продовжує експлуатацію підприємства El Dorado, на якому видобуток Au в 1998 р. досяг 130 кг/місяць при плані 165 кг/місяць. Запаси руди в гірському відведенні підприємства оцінюються в 540 тис. т, середній вміст Au 22 г/т.

### Нікелеве виробництво
Нікелеве виробництво розпочато у Венесуелі у 2001 р. Компанія Anglo American в 2000–2001 рр. почала видобуток і переробку Ni-руд (підприємство Loma de Niquel проектною потужністю 1,2 млн т феронікелю на рік. Капіталовкладення в будівництво становлять 452 млн дол.

### Боксити, глинозем і алюміній
У 2001 р вироблено близько 1,8 млн т глинозему, з яких 527 тис.т — на експорт. Понад 80 % глинозему використовується в країні для виробництва близько 500 тис. т/рік алюмінію. Освоєння родовищ бокситів повинно зробити Венесуелу одним з найбільших виробників алюмінію у світі.
Компанії Billiton і Pechiney планують інвестиції в реконструкцію підприємств Bauxilum і Alcasa державної компанії Corporacion Aluminios de Venezuela. На підприємствах Bauxilum у 1999 р. виробництво глинозему становило 4,3 млн т при проектній продуктивності 6 млн т/рік. На металургійному заводі Alcasa в 1999 р. виплавка Al становила 160 тис. т з експлуатацією 2 з 4 ліній розливки металу. Фірма Pechiney також розглядає проект монтажу п'ятої лінії продуктивністю 200 тис. т/рік [Mining J. — 2000].

### Алмази
За видобутком алмазів Венесуела займає 1-е місце в Лат. Америці. У 2001 р він перевершив 150 тис. карат. Динаміка позитивна.
Видобуток і використання нерудної мінеральної сировини. У 2001 році видобуто: глини — близько 2.5 млн т (використовувалася головним чином для керамічної черепиці, в санітарних виробах, як сировина для цегли тощо). У Венесуелі на початку XXI ст. діє понад 60 виробників різноманітних глин. Доломіту — близько 250 тис. т, така ж кількість була імпортована. Польового шпату — 300 тис.т. Консорціум Molisanca/Amerifel планує подвоїти його виробництво до 2004 р. Граніту — 510 тис.т. Видобуток ведеться переважно в штатах Bolivar і Cojedes. Гіпсу — 50 тис. т. Вапняку — понад 25 млн т/рік. Це один з найбільш широко застосовуваних індустріальних мінералів у Венесуелі. Використовують вапняк переважно як основну сировину при виробництві цементу, а також у будівельній індустрії. Фосфатів — 400 тис.т, які використовуються для одержання фосфорної кислоти, вибухових речовин і тваринних харчових продуктів. Кварцу — 120 тис.т. Піску і гравію — 7,0 млн т, більшу його частину споживає будівельна індустрія. Кремнезему — 340 тис.т. Більша частина використовується як сировина для скляної промисловості, виробнича потужність якої — 2 600 т скла на добу. Сірки — 350 тис. т, головним чином як побічний продукт переробки нафти [Mining Annual Review 2002].

## Геологічна служба. Наукові установи. Підготовка кадрів
Геологічна служба у Венесуелі здійснюється Міністерством енергетики і гірничодобувної промисловості. Наукові дослідження ведуться в АН. Гірничо-геологічні кадри готують університети в містах Каракас, Маракайбо, а також Школи нафтової техніки в мм. Ансоатегі і Маракайбо, Школа інженерів геології і гірничої справи в м. Болівар та ін. Основні періодичні видання з геології і гірничої справи: "Petroleo у mineria de Venezuela" (з 1948);  "Boletin de geologia" (з 1951), "Carta semanal" (з 1958).